# Amenemopet Panehesi
Amenemopet mit dem zweiten Namen Panehesi war ein altägyptischer Scheunenvorsteher und Schatzhausvorsteher am Ende der 18. Dynastie (etwa 1550 bis 1292 v. Chr.). Er startete seine Karriere als Scheunenvorsteher, vielleicht am Ende der Regierungszeit von Amenophis III. und wurde nach dem 8. Regierungsjahr von Haremhab zum Schatzhausvorsteher befördert. Er war wahrscheinlich Amtsnachfolger des Maya im Amt des Schatzhausvorstehers. Als Schatzhausvorsteher war er einer der wichtigen Beamten am Hof des Königs. Amenemopet Panehesi ist von einer Reihe von Denkmälern bekannt, die seine Titel überliefern. Auf einer Säule erscheinen unter anderem folgende Titel: Scheunenvorsteher von Ober- und Unterägypten, Domänenvorsteher im Haus der Königsgemahlin, Vorsteher des Hauses von Silber und Gold und vor allem Schatzhausvorsteher des Herren der beiden Länder. Vor allem der letztere Titel zeigt, dass er ein hoher Palastbeamter war und kein einfacher Schatzhausvorsteher an einem Tempel. Im Princeton University Art Museum befindet sich eine Statue des Amenemopet, die weitere Titel überliefert, vor allem war er auch Schreiber des Königs. Amenemopet ist im Grab des Roy, TT255, dargestellt. Dort trägt er den Titel Scheunenvorsteher des Herren der beiden Länder. Die Darstellung stammt also aus der Zeit seiner Beförderung zum Schatzhausvorsteher. In dem Grab befindet sich auch eine Darstellung des Königs (Pharao) Haremhab, was einen Hinweis auf seine chronologische Einordnung liefert.